# Can-Am Ryker
Le Can-Am Ryker est un véhicule motorisé à trois roues (deux à l'avant, une à l'arrière) de catégorie L5e-A, semblable dans sa conception à une motoneige. Conçu au Québec, assemblé au Mexique et distribué à l'international par le constructeur canadien Bombardier Produits récréatifs (BRP), il utilise un châssis similaire à celui d'un quad. Il est qualifié par son constructeur de « moto à trois roues ».

## Description
Le Ryker utilise une architecture en Y (Ryker est un mot-valise issu de ride et biker, avec la lettre y remplaçant le i) où la roue arrière assure la propulsion, alors que les deux à l'avant contrôlent la direction. Ce type d'engin suit en France la règlementation de la catégorie L5e visant les tricycles à moteurs d'une cylindrée supérieure à 50 cm3 (trikes) et est accessible aux détenteurs, soit d'un permis A, soit d'un permis B avec la formation obligatoire de sept heures.
Il embarque un système d'assistance à la conduite développé conjointement avec le groupe Bosch, qui comprend un système de contrôle de stabilité pour corriger la trajectoire, un système anti-blocage des roues (ABS) et un système d'antipatinage à l'accélération. Il ne possède pas de direction assistée.
Le constructeur propose une large gamme d'accessoires qui permet plus de cent mille personnalisations possibles lors de sa configuration à l'achat ou en service après-vente.
Depuis l'origine de sa production en 2019, il est décliné en deux versions : le 600 cm3 bicylindre et le 900 cm3 tricylindre. La version de 900 cm3 est disponible en trois finitions : standard, sport et rallye. Propulsé par un moteur Rotax, il est équipé de série d'un embrayage automatique centrifuge, d'une transmission primaire automatique à variation continue par courroie et secondaire par cardan.

## Évolution
- En 2021 sont rajoutés un bouchon de réservoir verrouillable à clé à la place du clapet escamotable commandé par le pistolet de remplissage, ainsi qu'un verrou à clé sur le levier de parking. Un verrou automatique électrique de la boîte de rangement peut être monté en accessoire.
- À partir du modèle 2022, un régulateur de vitesse peut être rajouté en accessoire à côté du commodo gauche sur le guidon. A l'arrière, des clignotants rigides de couleur ambre remplacent les clignotants souples de couleur cristal.
- À partir du modèle 2023, des poignées chauffantes peuvent être montées en accessoire.

## Origine
Le Ryker a été développé à la suite du Spyder, dont il est une version allégée (130 kg de moins) et simplifiée (environ deux fois moins cher) pour le rendre plus accessible à une nouvelle clientèle.

## Galerie

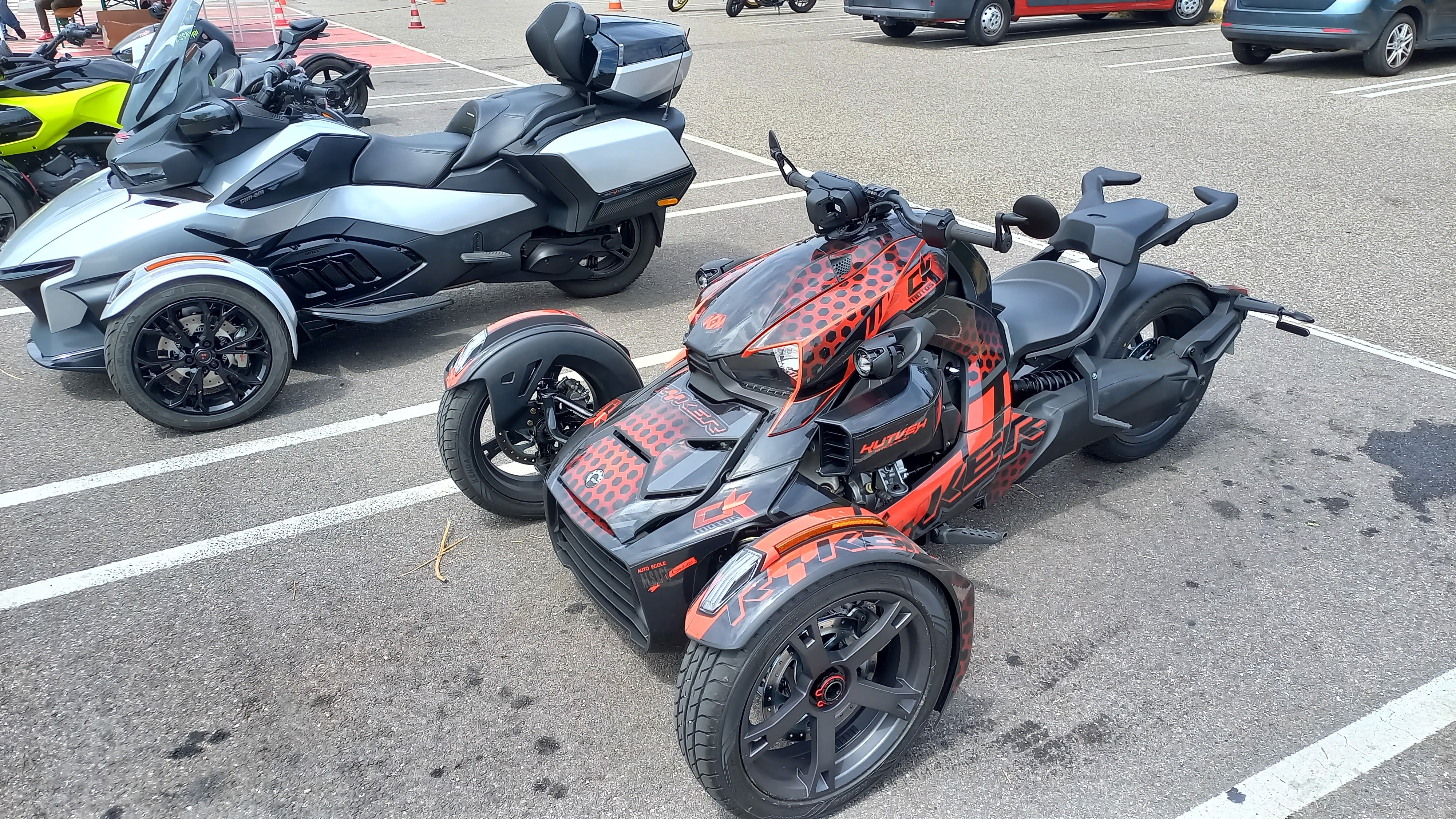
Vue trois quarts avant.
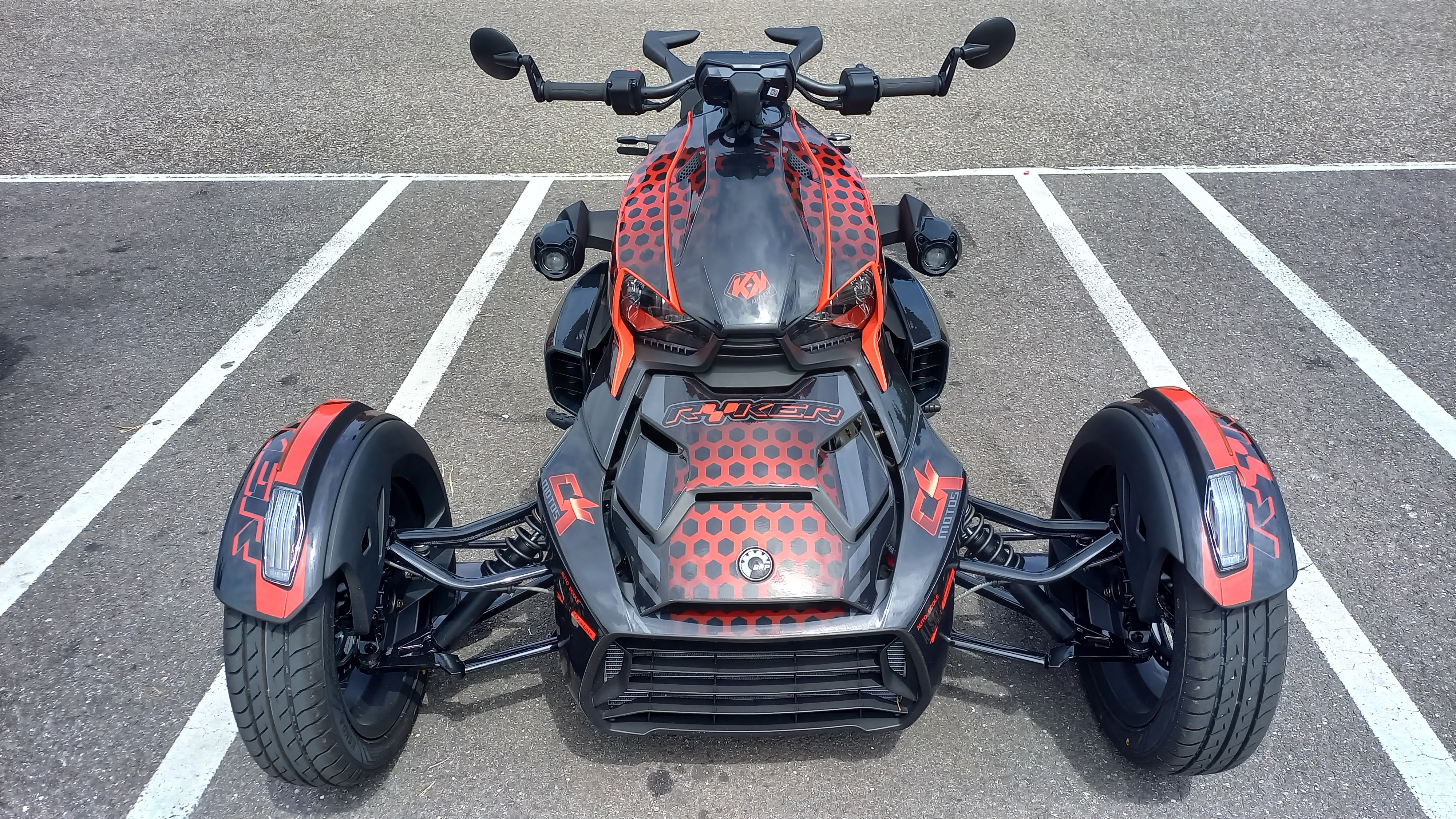
Vue avant.
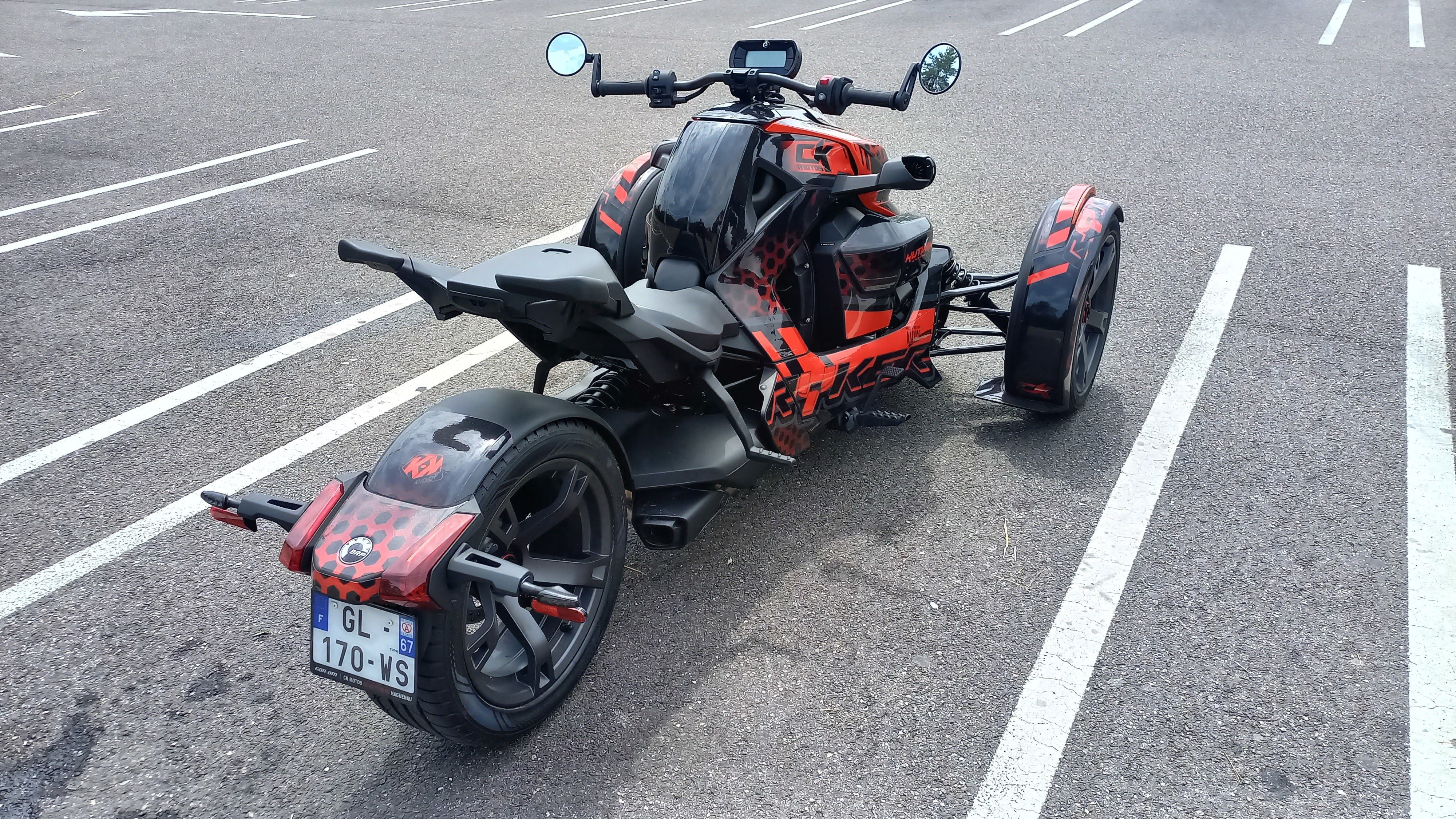
Vue trois quarts arrière.
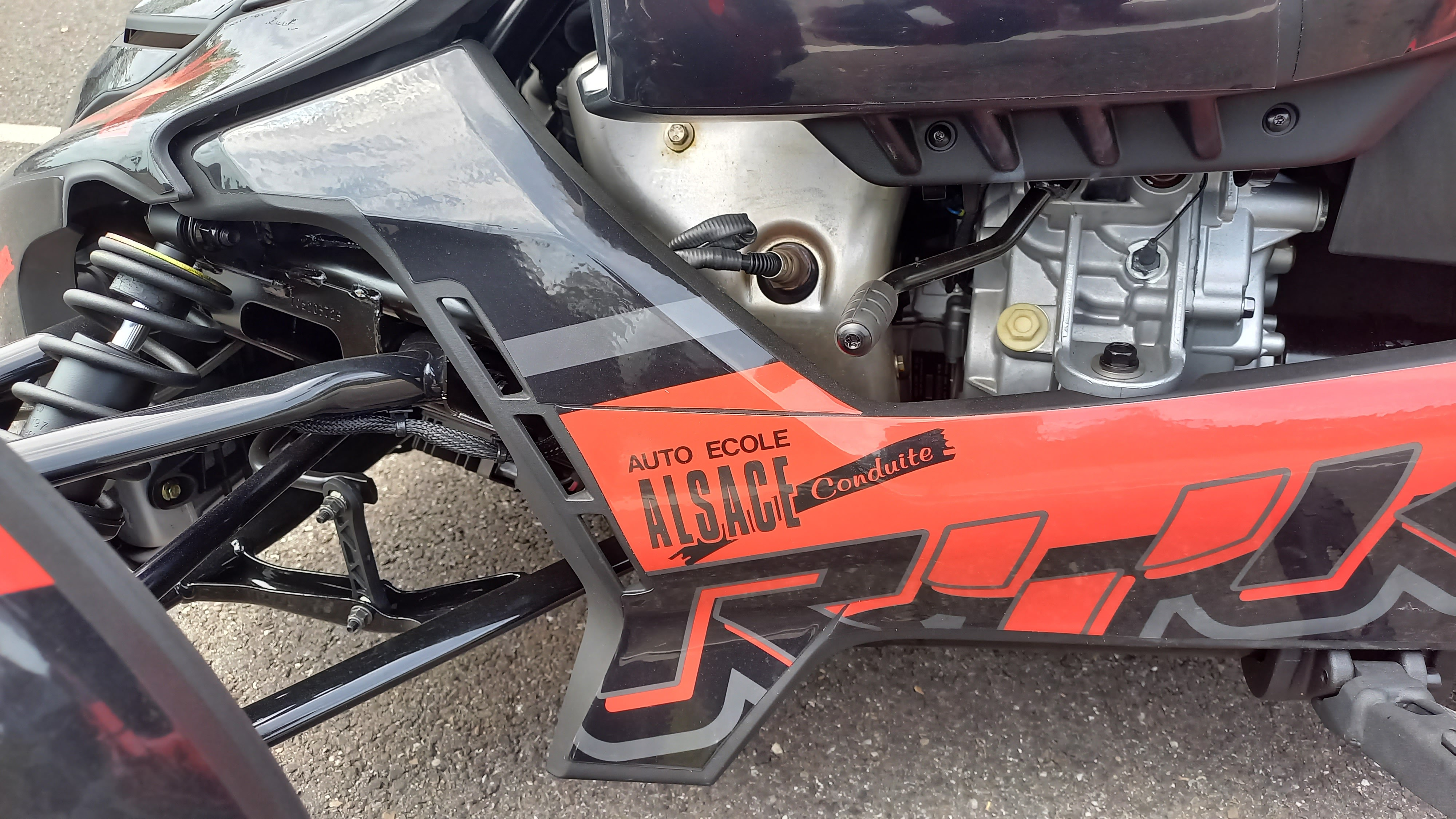
Personnalisation.